# Râul Sudriaș
Râul Sudriaș este un curs de apă afluent al râului Timișana.

## Hărți
- Harta județului Timiș